# Valdecuenca
Valdecuenca è un comune spagnolo di 32 abitanti situato nella comunità autonoma dell'Aragona.